# 13995 Tõravere
13995 Tõravere è un asteroide della fascia principale. Scoperto nel 1993, presenta un'orbita caratterizzata da un semiasse maggiore pari a 2,4125076 UA e da un'eccentricità di 0,1705241, inclinata di 2,42400° rispetto all'eclittica.